# Gibraleón
Gibraleón er en by og kommune i det sydvestlige Spanien i provinsen Huelva. Den har et indbyggertal på 13.144 (2024) indbyggere.